# Takafumi Kanazawa
Takafumi Kanazawa (japanisch 金澤 崇文 Kanazawa Takafumi; * 25. April 1981 in der Präfektur Ibaraki) ist ein ehemaliger japanischer Fußballspieler.

## Karriere
Kanazawa erlernte das Fußballspielen in der Schulmannschaft der Mito Commercial High School und der Universitätsmannschaft der Osaka University of Commerce. Seinen ersten Vertrag unterschrieb er 2004 bei den Ventforet Kofu. Der Verein spielte in der zweithöchsten Liga des Landes, der J2 League. Für den Verein absolvierte er drei Ligaspiele. 2005 wechselte er zum Ligakonkurrenten Mito HollyHock. Danach spielte er bei den Grulla Morioka. Ende 2009 beendete er seine Karriere als Fußballspieler.